# 2014年冬季奥林匹克运动会东帝汶代表团
東帝汶在2014年俄羅斯索契冬季奧運會會派出一名男子高山滑雪選手參賽。這是該國首次參加冬季奧運會。

## 獎牌
| 隊伍   | 金牌 | 銀牌 | 銅牌 | 總數 |
| 东帝汶 | 0    | 0    | 0    | 0    |

## 選手概況和成績
約翰·古特·干卡維斯（Yohan Goutt Goncalves）是唯一位代表東帝汶出戰本屆冬季奧運會的運動員。他在2014年1月把其積分減至140分而取得參加冬季奧運會的資格。他也是首位通過資格賽，而非在外卡下獲得奧運會（不論是夏季或冬季奧運會）的東帝汶運動員。

### 高山滑雪
| 運動員             | 項目     | 第一輪  | 第一輪 | 第二輪  | 第二輪 | 總計    | 總計 |
| 運動員             | 項目     | 時間    | 排名   | 時間    | 排名   | 時間    | 排名 |
| ------------------ | -------- | ------- | ------ | ------- | ------ | ------- | ---- |
| 約翰·古特·干卡維斯 | 男子曲道 | 1:09.01 | 77     | 1:21.88 | 43     | 2:30.89 | 43   |

## 外部連結
- Timor Leste at the 2014 Winter Olympics（页面存档备份，存于）